# Ћенђанг
Ђенђанг (Qianjiang) град је у Кини у покрајини Хубеј. Према процени из 2009. у граду је живело 203.305 становника.

## Становништво
Према процени, у граду је 2009. живело 203.305 становника.
| 1990.  | 2000.   | 2009    |
| ------ | ------- | ------- |
| 99.714 | 149.118 | 203.305 |